# Ніанамага Траоре
Ніанамага Траоре (*д/н — бл. 1840) — фаама (володар) держави Кенедугу в 1835—1840 роках.

## Життєпис
Походив з династії Траоре. Син фаами Тапрі. За правління брата Фамороби невизначену дату він опинився в державі Конг, де зайняв чільне місце нарівні зі своїм братами Сіраманадіа і Тімонконко. За свої зловживання вони були змушені втекти до Фінколо, що за 17 кілометрів від Сікассо. Пігуеба Уатара, що став фактичним правителем в державі Конг, переслідував їх до Фінколо, де взяв в облогу. Вони втекли до Кафели (в Бугулі). Тому Ніанамага відступив до Наті, де зміг зупинити війська Конгу. Близько 1835 року після смерті брата Фамороби перебрав трон у Кенедугу. Заснував нову столицю в м. Бугула.
Ніанамага уклав угоду з Тімонконко щодо спадкування трону. За нею правонаступництво мало відбуватися за правом першонародження з чергуваннями між нащадками Ніанаманги і Тімонконко.
Помер близько 1840 року. Йому спадкував брат Тімонконко.